# Condado de Jefferson (Colorado)
El condado de Jefferson (en inglés: Jefferson County), fundado en 1861, es uno de los 64 condados del estado estadounidense de Colorado. En el año 2000 tenía una población de 582 910 habitantes, con una densidad poblacional de 289 personas por km². La sede del condado es Golden.

## Geografía
Según la Oficina del Censo, el condado tiene un área total de 2015 km² (778 mi²), de la cual 2000 km² (772,2 mi²) es tierra y 15 km² (5,8 mi²) (0,77 %) es agua.

### Condados adyacentes
- Condado de Boulder - norte
- Ciudad y Condado de Broomfield - noreste
- Condado de Adams - este
- Ciudad y Condado de Denver - este
- Condado de Arapahoe - este
- Condado de Douglas - este
- Condado de Teller - sur
- Condado de Park - suroeste
- Condado de Clear Creek - oeste
- Condado de Gilpin - noroeste

### Carreteras
- U.S. Highway 6
- U.S. Highway 40
- Interestatal 70
- Carretera Estatal de Colorado 470

## Demografía
En el 2000 la renta per cápita promedia del condado era de $57 339, y el ingreso promedio para una familia era de $67 310. En 2000 los hombres tenían un ingreso per cápita de $45 306 versus $32 372 para las mujeres. El ingreso per cápita para el condado era de $28 066. Alrededor del 5,20% de la población estaba bajo el umbral de pobreza nacional.

## Comunidades

### Ciudades
- Arvada (mayor parte)
- Edgewater
- Golden
- Lakewood
- Littleton (parcialmente)
- Westminster (parcialmente)
- Wheat Ridge
- Evergreen (Colorado)

### Pueblos
- Bow Mar
- Lakeside
- Morrison
- Mountain View
- Superior (parcialmente)

### Lugares designados por el censo no incorporados
- Applewood
- Aspen Park
- Columbine
- Conifer
- East Pleasant View
- Evergreen
- Genesee
- Indian Hills
- Ken Caryl
- Kittredge
- West Pleasant View

## Gobierno
La Agencia Federal de Prisiones (BOP) gestiona la Institución Correccional Federal, Englewood.

## Educación
Las Escuelas Públicas del Condado Jefferson gestiona escuelas públicas.